# Мигаль, Павел Константинович
Павел Константинович Мигаль (укр. Павло Костянтинович Мигаль, также укр. Мігаль; 16 марта 1903, Митьки, Золотоношский уезд, Полтавская губерния — 8 июля 1986, Кишинёв) — советский украинский учёный, химик, профессор. Заведующий кафедрой физической химии в Объединённом украинском, Черновицком и Кишинёвском государственных университетах. Декан химического факультета Черновицкого государственного университета (1951—1953). Специалист по адсорбции паров и газов.

## Биография
Павел Мигаль родился 16 марта 1903 в селе Митьки Золотоношского уезда Полтавской губернии. Старший брат астронома-геодезиста Николая Мигаля.
Член коммунистической партии с 1927 года. Высшее образование получал в Харьковском институте народного образования им. А. Потебни, который окончил в 1930 году. Был учеником химика Глеба Мухина. С 1934 года работал на кафедре физической химии Харьковского государственного университета, одновременно руководил специальной лабораторией в Научно-исследовательском институте химии при Харьковском государственном университете. Входил в состав редколлегии журнала «Труды Института химии Харьковского государственного университета».
В начале Великой Отечественной войны Павел Мигаль добровольцем вступил в Университетский батальон Дивизии народного ополчения Дзержинского района Харькова. Позже вместе с другими учёными Харьковского государственного университета был эвакуирован в Кзыл-Орду. На новом месте, в 1941 году, возглавил кафедру физической химии университета (с 1942 года Объединённый украинский государственный университет). На тот момент имел учёное звание доцента. Работа Мигаля в Объединённом украинском государственном университете была отмечена Почётной грамотой Президиума Верховного Совета Казахской ССР.
При реэвакуации университета в числе других преподавателей был направлен на восстановление вузов Западной Украины. В 1944 году перешёл на работу в Черновицкий государственный университет, где стал первым заведующим кафедрой физической химии. Проявил себя как активный организатор, внёс большой вклад в формирование возглавляемой им кафедры. В 1949 году получил учёное звание профессора, а через два года по совместительству возглавил химический факультет университета. С 1953 года работал в Кишинёвском университете, где также возглавлял кафедру физической химии. В 1973 году ушёл с должности заведующего и стал профессором кафедры, в том же году получил звание Заслуженного работника высшей школы Молдавской ССР. В следующем году ушёл на пенсию.
Умер Павел Мигаль 8 июля 1986 в Кишинёве.

## Научная деятельность
Павел Мигаль занимался вопросами химической теории растворов, физико-химического анализа растворов и электролитов, химии кинетики и анализа. Исследовал химические процессы в смешанных растворах в результате которых образовывались комплексные соединения. Также его интересы касались проблем обмена адсорбции паров и газов. В частности, исследовал адсорбцию пара природными и искусственными адсорбентами, равновесную адсорбцию, структурно-адсорбционные свойства глинистых пород Молдовы и синтез цеолитов из трепела. Им была разработана обобщенная теория полимолекулярной адсорбции с дополнительными верхними шарами в активных пористых центрах сорбентов. Павел Мигаль вместе со своими сотрудниками предложил использовать для осветления и стабилизации виноградных вин и плодово-ягодных соков минеральный адсорбент.
Находясь в эвакуации, вместе с доцентом Александром Давыдовым, занимался вопросом очищения хлопкового масла, в результате чего было создано специальное устройство.
Павел Мигаль защитил 1 июля 1948 года диссертацию на соискание научной степени доктора химических наук по теме «Адсорбция индивидуальных паров и их смесей». Официальными оппонентами на защите были профессора Андрей Фрост и Евгений Гапон. В следующем году Мигалю была присвоена соответствующая научная степень и учёное звание профессора.

## Избранные публикации
Всего Павел Мигаль был автором около 150 научных работ. Список избранных публикаций согласно изданиям «Советская Молдавия. Краткая энциклопедия» и «Энциклопедии современной Украины», все работы в соавторстве:
- Поглощение паров бензола твёрдыми адсорбентами // Труди Інституту хімії. 1936. Т. 2
- Устойчивость лимоннокислых комплексов некоторых металлов // Журнал неорганической химии. 1958. Т. 3, вып. 2
- Исследование комплексообразования кадмия с тиомочевиной в растворах изопропилового спирта // Журнал неорганической химии. 1969. Т. 14, вып. 4
- К характеристике битумоидов юрских и палеозойских отложений Молдавии по данным инфракрасной спектроскопии // Известия Академии наук Молдавской ССР. Серия биологических и химических наук 1971. № 6
- Распределение ванадиезо-никелевых порфироновых комплексов в битумоидах и нефтях Молдавии // Геохимия. 1972. № 7
- Полярографическое исследование простых и смешанных комплексов кадмия с моноэтаноламином и этилендиамином в водно-метанольных средах // Журнал неорганической химии. 1974. Т. 19, вып. 2, 4
- Исследование простых и смешанных комплексов кадмия с тиомочевиной и галогенами в водно-спиртовых растворах // Журнал неорганической химии. 1977. Т. 22, № 10
- Термодинамика образования смешаннолигандных комплексов меди (II) с ароматическими и а-аминокислотами // Журнал неорганической химии. 1978. Т. 23, вып. 6
- Исследование смешанного комплексообразования серебра с тиомочевиной и роданид-ионами в водно-ацетоновых растворах // Журнал неорганической химии. 1981. Т. 26, вып. 10

### Комментарий
1. ↑  Сейчас село затоплено
2. ↑  Указ від 25 апреля 1944 года.